# 이광호 (신학자)
이광호(1954년 9월 8일- )는 대한민국의 신학자이며 목회자이다. 고신대학교, 숭실대학교, 대구가톨릭대학교, 그리고 한국개혁장로회신학교 교수를 역임하였다. 서울개혁신학원 원장, 이슬람 전문선교단체인 국제 WIN 선교회 회장, 달구벌기독학술연구회 회장으로 봉사하고 있다. 실로암교회를 개척하여 담임목사 사역을 하였다. 개혁신학과 교회개혁, 그리고 기독교 세계관과 기독교 문화론에 대한 전문가로 평가받는다. 현재 대구 쉐키나교회에 주일 오후 공예배 인도와 설교를 하고 있습니다.

## 학력
- 영남대학교 법학과(B.L.)
- 경북대학교 대학원 서양사학(B.A.equiv.)
- 고려신학대학원 목회학(M.Div.)
- 아세아연합신학대학원 조직신학(Th.M.)
- 대구가톨릭대학교 대학원 종교학(Ph.D.)(박사학위논문) “투르크족 민속 이슬람과 한국의 민간신앙 비교연구”

## 경력
- 실로암교회 담임목사
- 고신대학교, 고려신학대학원 외래교수
- 숭실대학교 외래교수
- 대구 가톨릭대학교 외래교수
- 한국개혁장로회신학교 교수
- 한국외항선교회 부산지부 선교총무
- SFC 학원간사
- Operation Mobilization 선교회: M/V LOGOS 및 아프리카 수단
- World In Need 선교회 한국 및 아시아권 대표

## 신학저서
- 개혁조직신학(칼빈아카데미, CNB 519, 2012)
- 교회, 변화인가 변질인가(세움북스, 2015)
- 교회와 신앙(조에성경신학연구원, 2002)
- 교회헌법 해설(교회와성경, CNB 533, 2018)
- 구약신학의 구속사적 이해(도서출판 칼뱅, CNB 503, 2006)
- 기독교 신앙과 윤리(조에성경신학원, 2002)
- 기독교와 이슬람(공저, 불과구름, 2002)
- 기독교적 관점에서 본 세계문화사(예영커뮤니케이션, 1998)
- 더불어 나누는 즐거움(예영커뮤니케이션, 1995)
- 모슬렘 세계에 예수 그리스도를 심자(번역, 기독교문서선교회, CLC, 1985)
- 바울의 생애와 바울신학(도서출판 칼뱅, CNB 506, 2007)
- 성경에 나타난 성도의 사회참여(도서출판 실로암, 1990)
- 세계선교의 새로운 과제들(예영커뮤니케이션, 1998)
- 세상속의 교회(해서신학연구원, 2005)
- 손에 잡히는 신앙생활(도서출판 칼뱅, CNB 507, 2007)
- 스코틀랜드 신앙고백서(교회와성경, CNB 528, 2015)
- 시대분별과 신학적 균형(교회와성경, CNB 537, 2019)
- 신약신학의 구속사적 이해(도서출판 칼뱅, CNB 504, 2006)
- 신학적 해석학(공저, 이컴비즈넷, 2009)
- 아름다운 신앙생활(도서출판 칼뱅, CNB 508, 2007)
- 아빠, 교회 그만하고 슈퍼하자요(예영커뮤티케이션, 1995)
- 에세이 산상수훈(칼빈 아카데미, CNB 501, 2006)
- 열매맺는 신앙생활(도서출판 칼뱅, CNB 509, 2007)
- 영적 거장들의 설교(공저, 홀리북클럽, 2023)
- 예수님 생애 마지막 7일(도서출판 칼뱅, CNB 502, 2006)
- 예수님의 수제자들(번역, 기독교문서선교회, CLC, 1986)
- 웨스터민스터 신앙고백(교회와성경, CNB 510, 2009)
- 이슬람과 한국의 민간신앙(울산대학교 출판부, 1998)
- 치유함을 받으라(번역, 기독교문서선교회, CLC, 1998)
- 한국교회, 무엇을 개혁할 것인가(예영커뮤니케이션, 2000)
- 한국교회의 문제점과 극복방안(공저, 이컴비즈넷, 2005)
- 한의 학제적 연구(공저, 철학과현실사, 2004)
- ISLAM: 우리 형제, 이스마엘(Promise Keepers Korea, 2010)

## 성경주해 저서
- 창세기(도서출판 칼뱅, CNB 505, 2006)
- 출애굽기(교회와성경, CNB 522, 2013)
- 레위기(교회와성경, CNB 527, 2015)
- 민수기(크리스천르네상스, CNB 549, 2024)
- 신명기(교회와성경, CNB 540, 2021)
- 여호수아(교회와성경, CNB 545, 2022)
- 사사기·룻기(교회와성경, CNB 524, 2014)
- 사무엘서(도서출판 칼뱅, CNB 511, 2010)
- 열왕기상하(칼빈아카데미, CNB 517, 2011)
- 역대상하(교회와성경, CNB 538, 2019)
- 에스라·느헤미야·에스더(교회와성경, CNB 547, 2023)
- 욥기(교회와성경, CNB, 532, 2018)
- 잠언(교회와성경, CNB, 531, 2017)
- 전도서(교회와성경, CNB 543, 2021)
- 아가서(교회와성경, CNB 541, 2021)
- 이사야(교회와성경, CNB, 529, 2016)
- 예레미야·애가(교회와성경, CNB 544, 2022)
- 다니엘서(교회와성경, CNB 516, 2011)
- 소선지서(1) (교회와성경, CNB 535, 2018)
- 소선지서(2) (교회와성경, CNB 536, 2019)
- 마태복음(칼빈아카데미, CNB 520, 2013)
- 마가복음(크리스천르네상스, CNB 548, 2023)
- 누가복음(교회와성경, CNB 539, 2020)
- 요한복음(도서출판 칼뱅, CNB 512, 2009)
- 사도행전(교회와성경, CNB 534, 2018)
- 로마서(교회와성경, CNB 514, 2009)
- 고린도전후서(칼빈아카데미, CNB 518, 2012)
- 갈라디아서(교회와성경, CNB 530, 2016)
- 옥중서신(교회와성경, CNB 525, 2014)
- 데살로니가전후서(교회와성경, CNB 546, 2022)
- 목회서신(교회와성경, CNB 523, 2014)
- 히브리서(교회와성경, CNB 521, 2013)
- 야고보서(교회와성경, CNB 515, 2010)
- 베드로전후서(교회와성경, CNB 542, 2021)
- 요한1,2,3서·유다서(교회와성경, CNB 526, 2014)
- 요한계시록(도서출판 칼뱅, CNB 513, 2009)

## 논문
- “개혁주의 선교원리에 대한 논의”(교회와 문화, 제8호, 도서출판 하나. 2002)
- “개혁교회와 개혁주의적 목회”(국제신학대학원, 2000)
- “개혁파 신학의 사회참여: ‘신비의 침묵’을 통한 교훈”(진리와 학문의 세계, 제12권, 2005, 봄)
- “공예배와 시편찬송: 보편교회의 진정한 일치와 회복을 염두에 두고”(진리와 학문의 세계, 제22권, 2010, 가을)
- “공예배의 회복”(국제신학, 제4권, 2002)
- “과학주의 창조론 비판”(푸른신학 제3호, 2018)
- “교회개혁의 의의 및 방법에 대한 고찰”(진리와 학문의 세계, 제2권, 2000, 가을)
- “교회상속을 위한 신학교육과 성도의 자세”(푸른신학, 창간호, 2016)
- “교회와 설교와 목사”(진리와 학문의 세계, 제20권, 2009, 봄)
- “교회와 주일학교 교육에 관하여”(진리와 학문의 세계, 제2권, 2002, 가을)
- “교회의 선교적 사명: 개혁주의 선교신학 이론을 되새기며”(진리와 학문의 세계, 제9권, 2003, 가을)
- “교회의 성례로서 유아세례”(진리와 학문의 세계, 제24권, 2011, 봄)
- “근대한국 여성의 한이 개신교회에 끼친 영향에 관한 연구”(진리와 학문의 세계, 제10권, 2004)
- “기도에 대한 성경신학적 고찰”(교회와 문화, 성경신학회, 2004)
- “‘기독교 세계관’에 관한 비판적 이해”(진리와 학문의 세계, 제21권, 2010, 봄)
- “노아언약에 대한 교회론적 논의”(교회와 문화, 제10호, 2003)
- “만인제사장 이론에 대한 새로운 이해와 고찰”(한국개혁신학회 논문집 제14권, 2003)
- “말씀수종자로서 목사직에 관한 고찰”(조직신학 연구, 제7호, 이컴비즈넷, 2006)
- “머리없는 교회, 몸없는 예배”(김영한 교수 기념논문집, 2006)
- “멜기세덱은 신화적 인물인가”(코스모스 신학회, 2012)
- “목사, 예배와 말씀 사역자”(푸른신학, 제4호, 2019)
- “목회자 과세 문제”(푸른신학, 제4호, 2019)
- “부자와 천국문: 낙타와 바늘귀”(진리와 학문의 세계, 제8권, 2003)
- “‘사탄에게 내어준다’의 의미”(진리와 학문의 세계, 제4권, 2001, 봄)
- “사형제도에 관한 기독교 윤리적 고찰”(철학논총, 제26집, 새한철학회, 2001)
- “새로운 과학문명의 위기: 교회가 정신차려 경계해야 할 대상”(푸른신학 제3호, 2018)
- “선교와 신에큐메니즘에 대한 비판적 논의”(진리와 학문의 세계, 제2권, 2000, 봄)
- “선지서, 어떻게 이해할 것인가”(진리와 학문의 세계, 제25권, 2012, 봄)
- “성경이 말하는 사랑의 본질: 고린도전서 13장의 사랑”(푸른신학, 제6권, 2024)
- “성령의 내주와 충만에 관한 고찰”(황창기 교수 은퇴기념 논문집, 2008)
- “세속화된 한국교회의 위기”(진리와 학문의 세계, 제16권, 2007, 봄)
- “신앙교육을 위한 교회와 가정의 자세”(진리와 학문의 세계, 제26권, 2012, 가을)
- “아돌프 슐라터의 신학적 해석학”(진리와 학문의 세계, 제17권, 2007, 가을)
- “안식일과 주일: 언약적 의미와 영광의 실천적 주일”(진리와 학문의 세계, 제6권, 2002, 봄)
- “여자목사에 대한 비판적 논의”(기독교세계관학교, 2011)
- “여자목사 제도는 성경적인가: 김세윤 교수의 주장을 우려하며”(진리와 학문의 세계, 제11권, 2004, 가을)
- “역사의 시대구분에 대한 기독교적 접근과 해석”(진리와 학문의 세계, 창간호, 1999)
- “에베소 교회를 통한 교회 연합에 관한 교훈”(진리와 학문의 세계, 제18권, 2008, 봄)
- “에베소서에 나타난 교회론 고찰: 4장 1절에서 16절을 중심으로”(진리와 학문의 세계, 제14권, 2006, 봄)
- “예배와 직분에 관한 연구”(푸른신학, 제4호, 제4호, 2019)
- “예수의 삶과 가르침 연구”(진리와 학문의 세계, 제27권, 2013, 봄)
- “올바른 신앙교육에 관한 교회와 성도의 총체적 자세”(기독교세계관학교, 2012)
- “요한계시록의 교회를 통해 드러나는 하나님의 영광”(정통신학, 해서신학연구원, 2005)
- “종교와 헤어스타일”(신앙과 지성, 제20호, 2001)
- “직분에 관한 개혁주의적 이해”(조직신학연구, 제6호, 2005)
- “창세전 선택과 하나님의 형상에 관한 소고”(진리와 학문의 세계, 제13권, 2005, 가을)
- “출애굽기 이해와 해석의 기초”(푸른신학, 제5권, 2022)
- “칼빈의 교회론적 권징 이해”(진리와 학문의 세계, 제23권, 2011, 봄)
- “칼빈주의와 한국교회”(진리와 학문의 세계, 제15권, 2006, 가을)
- “통과의례에 관한 연구”(현대와 종교, 제20집 1호, 1997)
- “하나님의 언약과 공예배”(박성기 박사 기념논문집, 브니엘, 2009)
- “한국 신학교육의 현실과 과제”(정통신학, 해서신학연구원, 2005)
- “21세기와 역사인식”(대구철학회, 2001)
- “시대구분의 역사적 의의: 코로나19와 지상교회의 대응”(푸른신학, 제5권, 2022)

## 함께 보기
- 대한민국의 신학자 목록
- 대한민국의 목회자 목록